# کریم‌لی (اغوز)
کریم‌لی (به لاتین: Kərimli، تا سال ۱۹۹۱ میلادی واردان‌لی) یک منطقه مسکونی در جمهوری آذربایجان است که در شهرستان اغوز واقع شده است. کریم‌لی ۲۹۵۳ نفر جمعیت دارد.